# Schmerbach (Waltershausen)

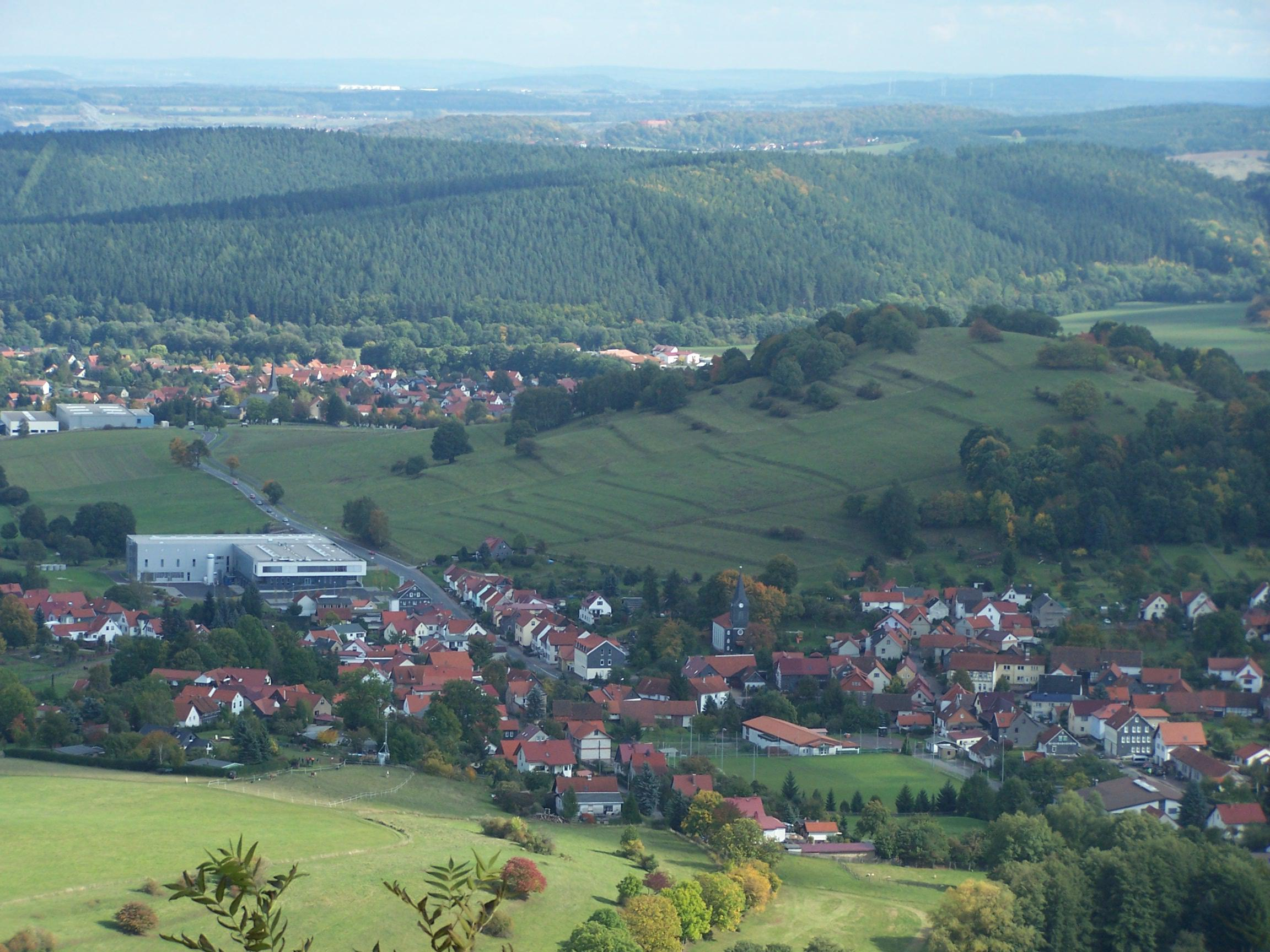
Gesamtansicht von Schmerbach
Blick vom Goldberg im NW

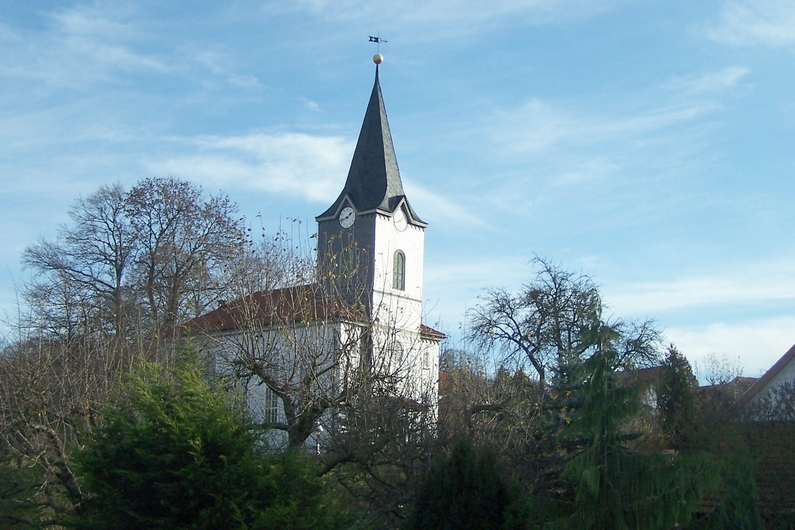
Christuskirche

Schmerbach ist ein Ortsteil der Stadt Waltershausen im Landkreis Gotha in Thüringen.

## Geografie
Schmerbach liegt am Nordrand des Thüringer Waldes in einer Höhe von etwa 360 bis 385 Metern in Talkessellage am Fuße des Großen Inselsberges. Durch die Ortslage schlängelt sich der „Schmerbach“, der fälschlicherweise „Schmerlingsbach“ genannt wird und im Nachbarort Schwarzhausen in die Emse mündet. Im Osten der Ortschaft erhebt sich der „Galgenkopf“ mit 426 m ü. NN, im Westen liegt der 567,7 m ü. NN hohe „Große Wartberg“ und im Norden bildet der 481,8 m ü. NN hohe „Reitzenberg“ die nördliche Gemeindegrenze. Die B 88 verläuft durch den Ort und verbindet ihn mit Seebach und Wutha-Farnroda im Westen und mit Waltershausen im Osten. Über die Wintersteiner Straße und die Lerchenbergstraße ist der Ort auf direktem Weg über die Ostflanke des sich im Süden bis 450,1 m ü. NN erhebenden „Lerchenbergs“ mit Winterstein verbunden. Die Straße führt unmittelbar an einer etwa 5,3 ha großen Kleingartenanlage vorbei.

## Geschichte
Schmerbach wurde urkundlich um 1350/60 erstmals erwähnt. Der Ortsname rührt von dem durch den Ort führenden „Schmerbach“ (smer = fettig, schmierig; bezogen auf den Boden) her. Fälschlicherweise wird der Bachname „Schmerlingsbach“ verwendet, der eine Idee des Pfarrers Dr. Berbig war, jedoch weder historischen, noch etymologischen Hintergrund besitzt. Der Ort an der historischen Weinstraße durch den Thüringer Wald war im Besitz der Herren von Wangenheim und kam 1458 (bis 1837) mit anderen Orten in den Besitz der Herren von Uetterodt, die in Thal ein Schloss besaßen. Neben Forst- und Landwirtschaft sowie Leineweberei, hatte in früherer Zeit insbesondere das Fuhrwesen große wirtschaftliche Bedeutung am Ort. Darüber hinaus wurde in der Umgebung Kupferbergbau und Köhlerei betrieben. Weberei und Fuhrwesen erlebten zu Beginn des 19. Jahrhunderts einen Niedergang, danach fanden viele Einwohner in der Knopfherstellung und mit dem Sammeln von Waldfrüchten nur noch ein ärmliches Auskommen. Um 1900 entstand eine Metallwarenfabrik. 1996 wurde Schmerbach durch Zusammenschluss mit drei umliegenden Gemeinden Ortsteil der Einheitsgemeinde Emsetal. Seit 31. Dezember 2013 gehört das Dorf der Stadt Waltershausen an, weil die Einheitsgemeinde Emsetal aufgrund ihrer zu geringen Einwohnerzahl in die Stadt eingemeindet werden musste.

## Christus-Kirche
Kirchlich gehörte Schmerbach zu Schwarzhausen, hierhin gingen auch die Kinder zur Schule. Nach 1740 bekam der Ort eine eigene Schule, an die 1756 der erste Lehrer berufen wurde. 1824 wurde ein Kirchenbau beschlossen. Die Christuskirche konnte am 6. Juli 1851 nach Geld- und Sachspenden der Einwohner, des Herzogtums und des evangelischen Gustav-Adolf-Werks fertiggestellt und eingeweiht werden. Vermutlich wenige Jahre später erhielt die Kirche eine Knauf-Orgel. Das neoromanische Gotteshaus hat die Größe von 10 mal 17 Metern und stellt einen verputzten Fachwerkbau dar. Der Turm ist an der kurzseitigen Westfassade eingezogen. Er ist komplett, einschließlich des Daches, verschiefert. Die Turmspitze ist oktogonal und trägt keine Kuppel, sondern nur eine Turmkugel mit aufgesetzter Wetterfahne. Durch jeweils fünf hohe Fenster zu beiden Seiten des Langschiffs wird der Innenraum beleuchtet. Der Innenraum mit einer flachen Decke, die einen stilisierten Sternenhimmel darstellt, zeigt Doppelemporen und einen Kanzelaltar von 1851. Nach einer Renovierung 1895 erfolgte die letzte Ausmalung Anfang der 1990er Jahre. Auch heute gehört die Gemeinde dem Kirchspiel Schwarzhausen an.

## Kultur

### Veranstaltungen
- Brunnenfest an Pfingstsonntag: erinnert an den Austausch der Holztröge an den öffentlichen Brunnen gegen steinerne im Jahr 1861.
- Köhlerfest in der ersten Juliwoche: erinnert an das einstmals für das Dorf wichtige Köhlerhandwerk

### Sehenswertes
- Christus-Kirche
- Dorfstraße mit Laufbrunnen
- Wintersteiner Straße mit Dorfteich und Platz unter den Linden (verkehrsberuhigter Bereich)

### Partnergemeinden
- Schwabenheim an der Selz[4]